# Saxifraga nayarii
Saxifraga nayarii är en stenbräckeväxtart som beskrevs av B.M. Wadhwa. Saxifraga nayarii ingår i Bräckesläktet som ingår i familjen stenbräckeväxter. Inga underarter finns listade i Catalogue of Life.